# Cheilosia pedemontana
Cheilosia pedemontana es una especie de sírfido. Se distribuyen por Europa.